# Helicoconis (Fontenellea) panticosa
Helicoconis (Fontenellea) panticosa is een insect uit de familie van de dwerggaasvliegen (Coniopterygidae), die tot de orde netvleugeligen (Neuroptera) behoort. 
Helicoconis (Fontenellea) panticosa is voor het eerst wetenschappelijk beschreven door Ohm in 1965.